# Бєлєва (Молодечненський район)
Бєлєва (біл. вёска Белева) — село в складі Молодечненського району Мінської області, Білорусь. Село підпорядковане Городоцькій сільській раді, розташоване в західній частині області.

## Історія
У 1921—1945 роках застінок знаходилось у Польщі, у Вільнюській воєводстві, Вілейського повіту, c 1927 Молодечненського повіту гміні Гарадок.

## Населення
- 1921 рік — 151 люди, 27 будинки[1].
- 1931 рік — 155 люди, 26 будинки[2].